# عیسی‌بیگ آشوربیگف
عیسی‌بیگ آشوربیگف (ترکی آذربایجانی:  İsa bəy Aşurbəyov) سیاستمدار، روزنامه‌نگار، استاد، میلیونر نفت و خیر اهل آذربایجان بود.

## زندگی‌نامه
عیسی‌بیگ آشوربیگف در سال ۱۸۷۸، در شهر باکو در امپراتوری روسیه زاده شد. پدر او «حاج مهدی‌قلی‌بیگ آشوربیگف» از میلیونرهای نفت باکو بود. عیسی‌بیگ ابتدا آموزش دینی دیده و بعداً دوره متوسطه را در یکی از مدارس شهر شهر پسش سر گذاشت. او از سوی دانشمندان و علمای دینی شاخص دوران خود آوزش دید. در نتیجه سیاست سرکوب شوروی، در ۳۱ دسامبر سال ۱۹۳۷، با اتهامات «جاسوسی به سرویس‌های اطلاعاتی کشورهای بیگانه» و «مشارکت در جریان قومی» بازداشت و به اعدام با تیرباران محکوم شد. حکم اعدام او در اکتبر ۱۹۳۸ اجرا شد.

## فعالیت
عیسی‌بیگ آشوربیگف در عنفوان جوانی اش گرایشی به ایدئولوژی سوسیال دموکراسی داشت. بعدها به واسطه نزدیکی با سوسیالیست‌هایی که علیه سیاست مستعمره‌سازی روسها مبارزه می‌نمودند، به احزاب سوسیال دموکرات «دفاعی»، «اتحاد» و «همت» پیوست. در سال ۱۹۰۵، در روزنامه «ارشاد» احمدبیگ آغااوغلی فعالیت‌های روزنامه‌نگاری خود را آغاز نموده و همچنین شروع به حمایت مالی از آن کرد. در سال ۱۹۰۶، سردبیر روزنامه سوسیال دموکرات موسوم به «دعوت» شد. در سال ۱۹۱۰، به عنوان عضو شورای شهر باکو به مدت چهار سال انتخاب شد. عیسی‌بیگ از سازمان «نجات» مسلمانان، سازمان «نشر معارف» که با ریاست حاج زین‌العابدین تقی‌اف با هدف سوادآموزی اهالی فرمانداری باکو تأسیس شده بود، و نیز سازمان «یک قطره شیر» که برای جلوگیری مرگ و گرسنگی کودکان دایر شده بود، حمایت به عمل می‌آورد. در حین جنگ جهانی اول، حامی نهضت بین‌المللی صلیب سرخ بود که به منظور کمک به اسرای ترک به صورت نامشروع فعالیت داشت.
عیسی‌بیگ آشوربیگف خیر شناخته شده‌ای بود. یکی از اولین نمایش‌های اپرای لیلی و مجنون عزیر حاجی‌بیگف در خانه عیسی‌بیگ واقع در خیابان «پرسیدیسکی» (خیابان «مرتضی مختارف» فعلی») صورت گرفت. بعدها صاحب نشریه‌هایی مانند «شلاله»، «ودوپاد» و «مکتب»، که به زبان‌های آذربایجانی و روسی انتشار می‌یافتند، شد.
همگاه بروز وقایع مارس، وی با استفاده از ارتباطات خود از ارتش عثمانی به باکو دعوت نمود. در دوره جمهوری دمکراتیک آذربایجان تصدی یکی از انتشارات وابسته به وزارت آموزش و پرورش را به عهده داشت. پس از اشغال آذربایجان توسط شوروی و استقرار همین نظام بر این کشور، با اینکه عیسی‌بیگ مجدداً مسئولیت یکی از انتشارات را عهده‌دار شد، ولی به خاطر سابقه کاری اش قبل از این نظام جدید، پیرو فوت نریمان نریمانف از سمت خود برکنار شد. در سال ۱۹۳۷ بازداشت و در سال ۱۹۳۸ اعدام گردید.